# Quarterback

Pozycja rozgrywającego (QB) w popularnej formacji ofensywnej "I" (I Formation)

Quarterback (QB; rozgrywający) – pozycja zawodnika w futbolu amerykańskim i kanadyjskim. Zawodnik ten należy do formacji ataku, a jego zadaniem jest rozegranie piłki.
Rozgrywający to najważniejszy zawodnik drużyny: kieruje drużyną i bierze odpowiedzialność za jej wyniki. Jego zadaniem jest rozegranie piłki. Po otrzymaniu jej od zawodnika stojącego przed nim (center) albo przekazuje ją do zawodnika stojącego za nim (running back), albo podaje do skrzydłowego (wide receiver) lub zawodnika typu tight end. Może się także zdecydować na samodzielny bieg z piłką.

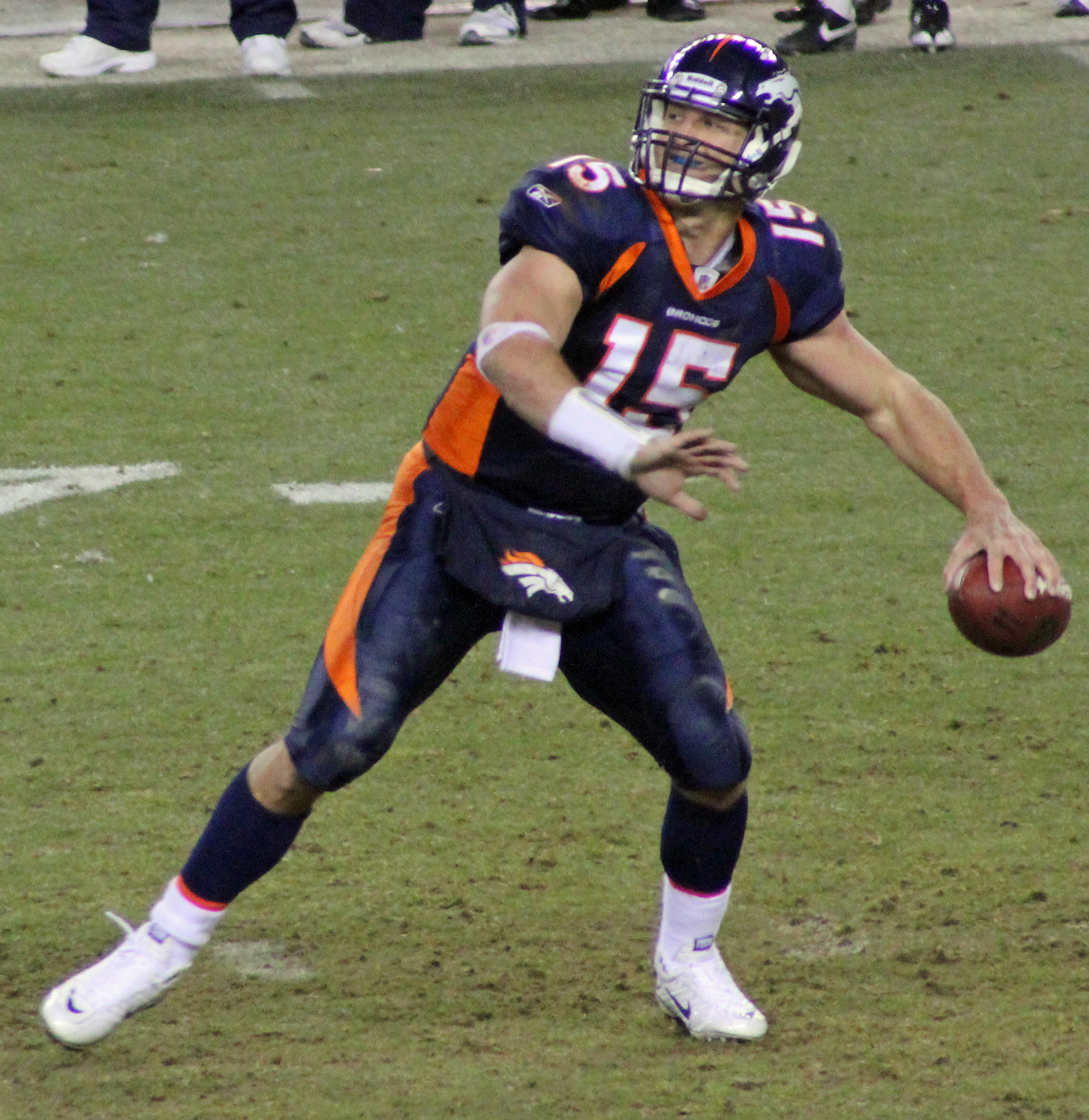
Tim Tebow (Denver Broncos)

To od rozgrywającego zależy jak będzie rozegrana akcja. Przed rozpoczęciem zagrywki wszyscy zawodnicy zbierają się w kręgu, w którym lepiej się słyszą, a rozgrywający przekazuje graczom rodzaj zagrywki, jaka będzie wykonana w najbliższej akcji. W ten sposób, każdy zawodnik wie jak ma się ustawić i jak zagrać. Gdy wszyscy zawodnicy są już ustawieni, rozgrywający zaczyna odliczanie. Głośno wykrzykuje coś w stylu "Down, Set, Hut" lub po prostu wykrzykuje pojedyncze słowa (mogą to być np. liczby), i na wybrany znak (ustalony z pozostałymi zawodnikami) piłka jest podawana przez centra do rozgrywającego (snap). Dzięki temu drużyna atakująca zyskuje kilka setnych sekundy przewagi nad zawodnikami drużyny broniącej. Jeszcze przed rozpoczęciem akcji, rozgrywający może szybko zmienić rodzaj zagrywki, wtedy głośno krzyczy do innych zawodników przekazując rodzaj zagrywki (ang. audible). Rozgrywający decyduje się na takie zagranie, gdy zauważy, że drużyna broniąca rozpracowała zagrywkę, a wybrana akcja nie ma szans powodzenia. 

Rozgrywający może na trzy sposoby rozegrać daną akcję. Może przekazać piłkę zawodnikowi typu running back, który spróbuje wyminąć lub po prostu wbić się w blok obronny drużyny przeciwnej (tzw gra dołem). Rozgrywający może także zdecydować się na podanie górą do innego zawodnika (ang. passing play). 

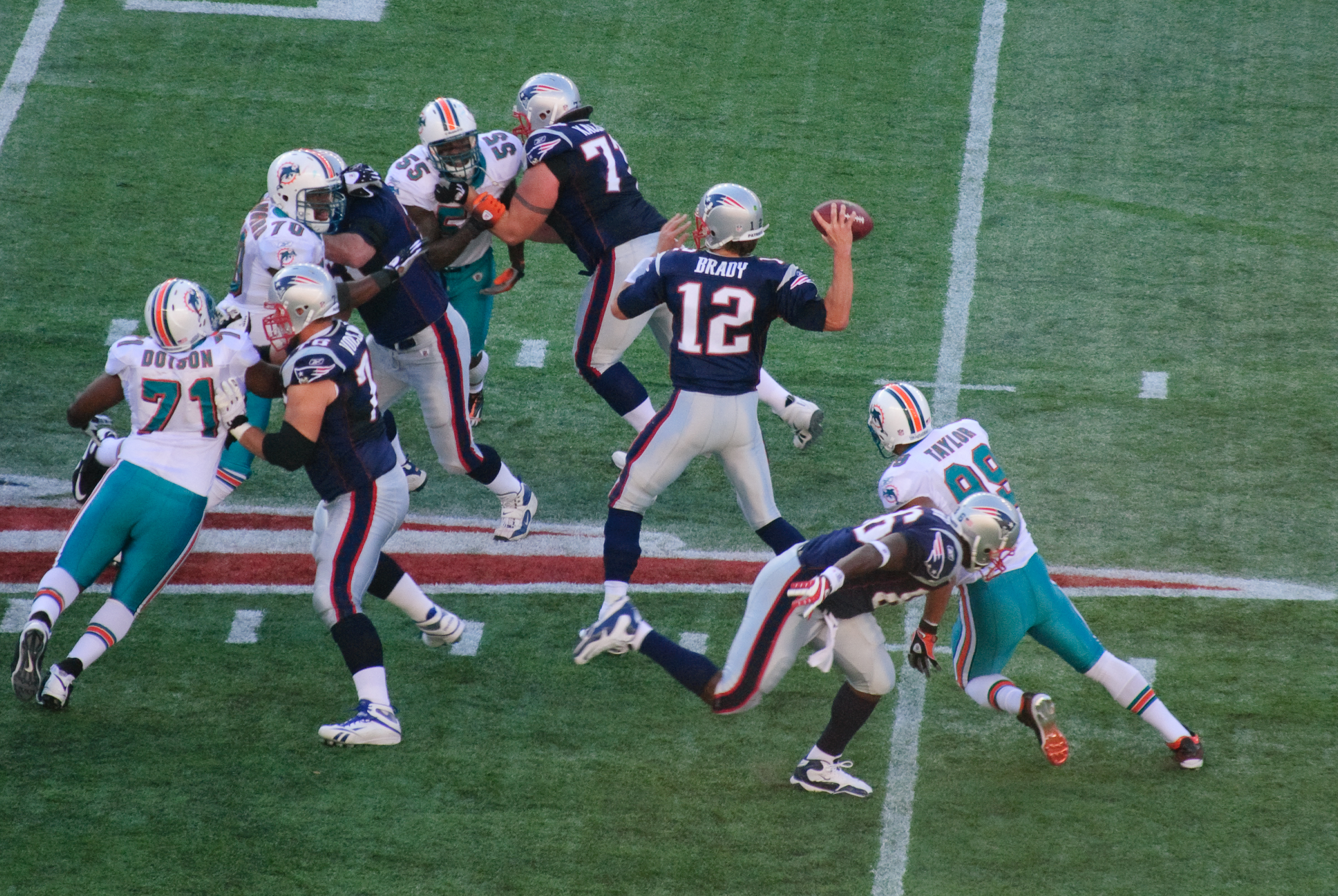
Wykonujący podanie rozgrywający Tom Brady (nr 12) chroniony przez obrońców w meczu NFL New England Patriots - Miami Dolphins

Trzecią możliwością jest samodzielny bieg z piłką, jednak na takie zagranie rozgrywający decyduje się, gdy do zdobycia pozostało kilka cali. W takim wypadku najczęściej natychmiast po otrzymaniu piłki rzuca się przed siebie, aby tylko przekroczyć wyznaczoną linię (jest to odmiana gry dołem). 
Oprócz rozegrania akcji, rozgrywający musi także uważać na to, aby nie zablokowali go zawodnicy drużyny przeciwnej. Jeśli rozgrywający zostanie zatrzymany przed line of scrimmage (LOS), to mamy do czynienia z zagraniem zwanym sack. Taka sytuacja jest bardzo niekorzystna dla drużyny atakującej, gdyż oprócz nie wykorzystania jednej z prób (ang. down) drużyna do tego zamiast zyskać, traci jardy, ponieważ gra jest wznawiana z miejsca, w którym rozgrywający został zablokowany, czyli kilka jardów za linią LOS. Dlatego tak ważną rolę pełnią zawodnicy z offensive line (center i po dwóch guards i tackles), którzy muszą zatrzymać zawodników z drużyny broniącej. 
W ostatnich latach w NFL rozgrywający (jako jedyni zawodnicy w drużynie) mają zamontowaną w kasku słuchawkę, dzięki której trener może przekazać zawodnikowi rodzaj zagrywki, jaka ma być wykonana. W 2003 roku jedynym zawodnikiem, który nie korzystał ze słuchawki był Peyton Manning z zespołu Indianapolis Colts.

## Elementy statystyczne
Aby ocenić występ quarterbacka w meczu czy sezonie lub porównać ze sobą zawodników grających na tej pozycji, wykorzystuje się wiele elementów statystycznych. Do najpopularniejszych należą:
- Completions (Comp) - celne podania odebrane przez partnerów
- Pass attempts (Att) - wszystkie wykonane podania, w tym niecelne i przechwycone przez rywali
- Completion percentage (Pct) - odsetek celnych podań, czyli Comp dzielone przez Att i pomnożone przez 100
- Total passing yards (Yds) - suma jardów zdobytych celnymi podaniami
- Passing yards per attempt (Yds/Att) - średnia liczba zdobytych jardów na wykonane podanie
- Longest play (LNG lub Long) - największa liczba jardów zdobyta jednym podaniem (na sumę składają się długość podania oraz ewentualne jardy zdobyte przed odbiorcę podania podczas biegu z piłką)
- Touchdown passes (TD) - celne podania zakończone touchdownami
- Interceptions thrown (INT) - podania, które zostały przechwycone przez przeciwników
- Sacked (Sck) - zagrania, w których quarterback został powalony na ziemię, będąc w posiadaniu piłki
- Yardage lost on sacks (SckY lub SackYds) - jardy stracone w wyniku powalenia na ziemię quarterbacka będącego w posiadaniu piłki
- Passer Rating (Rate lub RTG) - kalkulowany wskaźnik biorący pod uwagę liczbę wykonywanych podań oraz ich efektywność, osiągający w NFL wartości od 0 do 158,3

Inne istotne statystyki:
- Rush attempts (Att) - próby biegu z piłką
- Rushing yards (Yds) - suma jardów zdobytych biegiem z piłką
- Average yards per attemp/carry (Avg) - średnia liczba jardów na jeden bieg z piłką
- Rushing touchdowns (TD) - bieg z piłką zakończony touchdownem
- Longest run (Long lub LNG) - największa liczba jardów zdobyta podczas biegu z piłką
- Fumbles (Fum) - liczba sytuacji, w której gracz (najczęściej po szarży rywala) wypuszcza piłkę z rąk
- Fumbles lost (Lst) - liczba sytuacji, w której zawodnik wypuszczający piłkę traci ją na rzecz rywala